# Emmanuel Crenn
Pour les articles homonymes, voir Crenn.
Emmanuel "Manu" Crenn, né le 30 juillet 1932 à Guipavas et mort le 18 novembre 2020 à Plougastel-Daoulas, est un coureur cycliste français.

## Biographie
Chez les amateurs, Manu Crenn a notamment couru au VC Plougastel et au VC Kerhuon. Il se révèle en 1955 lors de la Route de France, épreuve phare chez les amateurs, où il termine deuxième d'une étape, tout en ayant porté temporairement les maillots distinctifs par points et du meilleur grimpeur,. Il passe ensuite professionnel en 1956 au sein de l'équipe Rochet-Dunlop. Sa carrière se termine en 1966, avec un palmarès comptant entre 120 et 150 victoires, sur route et en cyclo-cross,.
Il meurt le 18 novembre 2020 à Plougastel-Daoulas, âgé de 88 ans.

## Palmarès
- 1955
  - 2e étape de la Route de France
- 1959
  - Grand Prix de Plouay
- 1961
  - Deux étapes du Circuit des Ardennes
- 1962
  - 3e du Circuit des Ardennes